# Розенкранц-Тейл, Пернилле
Пернилле Розенкранц-Тейл (дат. Pernille Rosenkrantz-Theil; род. 17 января 1977, Скельскёр, Западная Зеландия) — датский политический и государственный деятель. Член Социал-демократической партии. Депутат фолькетинга с 2011 года. В прошлом — министр социальных дел и жилищного строительства Дании (2022—2024), министр по делам детей и образования Дании (2019—2022), депутат фолькетинга от «Красно-зелёной коалиции» (2001—2007).

## Биография
Родилась 17 января 1977 года в Скельскёре на острове Зеландия. Дочь директора школы Йоргена Розенкранц-Тейла (Jørgen Rosenkrantz-Theil) и психотерапевта Линды Розенкранц-Тейл (Linda Rosenkrantz-Theil). 
В 1995 году стала ученицей гимназии Vestre Borgerdyd Gymnasium в Копенгагене (ныне Københavns åbne Gymnasium). В 1998 году начала изучать политологию в Копенгагенском университете, в 1999 году училась семестр в Лондонском университете, в 2003 году получила степень бакалавра.
В 1995 году работала в службе ухода за больными на дому коммуны Сёллерёд. В 1996—1997 годах — координатор бесплатного образования в гимназии Det frie Gymnasium в Копенгагене. В 1998 году — сотрудник Operation Dagsverke в Копенгагене. В 1999 и 2001 году работала в организации DanChurchAid. В 2006 году работала учительницей в средней школе Крогеруп (Krogerup). В 2008 году — консультант в профсоюзе Fag og Arbejde (FOA), входящем в профсоюз FH. В 2009—2011 годах работала консультантом в профсоюзе Fagligt Fælles Forbund (3F).
Политикой заниматься стала ещё в детстве. В 1992—1995 годах была членом правления организации старшеклассников DGS. В 1994 году участвовала в акции протеста против сокращений в сфере образования: вместе с другими членами правления она из ложи для гостей кидала кур (цыплят) в зал заседаний фолькетинга. За эту акцию Пернилле была осуждена по уголовной статье.
Временно исполняла обязанности депутата от Восточного округа от Красно-зелёной коалиции с 20 апреля по 31 июля 1999 года. По результатам парламентских выборов 2001 года избрана в округе Фюн депутатом от Красно-зелёной коалиции. В 2003 году она случайно оказалась замешана в акцию против войны в Ираке: активисты облили краской премьер-министра Андерса Фога Расмуссена и министра иностранных дел Пера Стига Меллера. Активисты прошли в здание фолькетинга как гости Пернилле. Пернилле переизбрана в округе Восточный (ныне Копенгаген) в 2005 году, но не стала баллотироваться на переизбрание в 2007 году. В апреле 2008 года вышла из Красно-зелёной коалиции в знак протеста, что от коалиции баллотировалась в депутаты мусульманская активистка Асмаа Абдул-Хамид, которая пообещала своим избирателям носить хиджаб в стенах парламента в случае своего избрания. В декабре вступила в Социал-демократическую партию.
По результатам парламентских выборов 2011 года избрана депутатом в округе Фюн от Социал-демократической партии. Переизбиралась в 2015 и 2019 годах, в округах Зеландия и Копенгаген соответственно. Она была докладчиком по делам детей (2017—2019), социальным докладчиком (2014—2019), докладчиком по вопросам инвалидности (2014—2015) и докладчиком по климату и энергетике (2011—2014). Она также была председателем Комитета образования (2015—2019), членом Комитета по социальным вопросам и председателем Комитета по занятости (2013—2015).
27 июня 2019 года получила портфель министра по делам детей и образования Дании в первом кабинете Фредериксен, сменила министра образования Мерете Риисагер.
15 декабря 2022 года назначена министром социальных дел и жилищного строительства Дании в втором правительстве Метте Фредериксен, сформированном по результатам выборов 1 ноября. Ушла с поста министров в результате кадровых перестановок в правительстве 29 августа 2024 года.
Зарегистрирована кандидатом в мэры Копенгагена от социал-демократов на выборах 18 ноября 2025 года.
Является прототипом лидера левой партии «Солидарность» Анны Софи Линденкроне (Anne Sophie Lindenkrone) — персонажа сериала «Правительство», которую сыграла Синье Эгхольм Олсен (Signe Egholm Olsen).
Являлась постоянным участником популярной радиопрограммы Mads og Monopolet на радио P3. Соавтор книг «Один доллар в день» (En dollar om dagen, 2001), «От борьбы к культуре» (Fra kamp til kultur. 20 smagsdommere skyder med skarpt, 2004), Ned og op med stress (2010, вместе с Thomas Milsted), «Инвестировать в людей выгодно» (Det betaler sig at investere i mennesker, 2018).

## Награды
- Командор ордена Данеброг (2 декабря 2024 года)[10]